# Galianora bryicola
Galianora bryicola är en spindelart som beskrevs av Maddison 2006. Galianora bryicola ingår i släktet Galianora och familjen hoppspindlar. Inga underarter finns listade i Catalogue of Life.